# Vergara Toledo
Die Brüder Eduardo (* 1965) und Rafael Vergara Toledo (* 1967) waren chilenische Jugendliche aus der población Villa Francia in Santiago, die im Widerstand gegen das Pinochet-Regime ermordet wurden. Ihr älterer Bruder Pablo (* 1963), inzwischen bei dem Movimiento de Izquierda Revolucionaria (MIR), wurde drei Jahre später in Temuco durch eine Bombe getötet.
An den Tag ihrer Ermordung, den 29. März 1985, erinnert der sogenannte Día del Joven Combatiente (spanisch Tag des jungen Kämpfers), an dem es in den poblaciones von Santiago regelmäßig zu Straßenschlachten zwischen Jugendlichen und der Polizei kommt.